# Mikhaïl Matoussovski
Mikhaïl Lvovitch Matoussovski, né à Louhansk (Gouvernement de Iekaterinoslav) le 23 juillet 1915 et mort à Moscou le 16 juillet 1990 , est un poète et auteur-compositeur soviétique, lauréat du Prix d'État de l'URSS en 1977.

## Biographie
Mikhaïl Matoussovski naît à Louhansk, dans l'Empire russe (maintenant dans l'oblast de Louhansk, en Ukraine) dans la famille d'un photographe. Diplômé de l'Institut de littérature Maxime-Gorki en 1939, il obtient son doctorat en 1941. Matoussovski participe à la Grande Guerre patriotique et est récipiendaire de l'ordre de la révolution d'Octobre, de l'ordre du Drapeau rouge du Travail (à deux reprises), de l'ordre de la Guerre patriotique de 2e classe, de l'ordre de l'Étoile rouge et est membre de l'union des écrivains soviétiques en 1939.
Il est célèbre pour ses poèmes lyriques dont beaucoup sont devenus les paroles de chansons populaires comme Les Nuits de Moscou (Подмосковные Вечера, Podmoskovnie Vetchera, 1955), Où commence la Mère-Patrie ? (S tchego natchinaïetsia rodina, 1968), ou Sur la hauteur anonyme (На безымянной высоте, Na bezymiannoï vysote, 1963).
Il a donné son nom à l'astéroïde 2295.